# 單斑新鼬魚
單斑新鼬魚（学名：Neobythites unimaculatus），又名單斑新鼬鳚、鼬魚，为鼬魚科新鼬鳚屬下的一个种。